# منطقه ایلینگ لندن
منطقه ایلینگ لندن (به انگلیسی: London Borough of Ealing) یک منطقه در بریتانیا است که در لندن بزرگ واقع شده‌است.
این منطقه ۵۵.۵۳ کیلومتر مربع مساحت و ۳۰۹٬۰۰۰ نفر جمعیت دارد.